# Spröjsverk

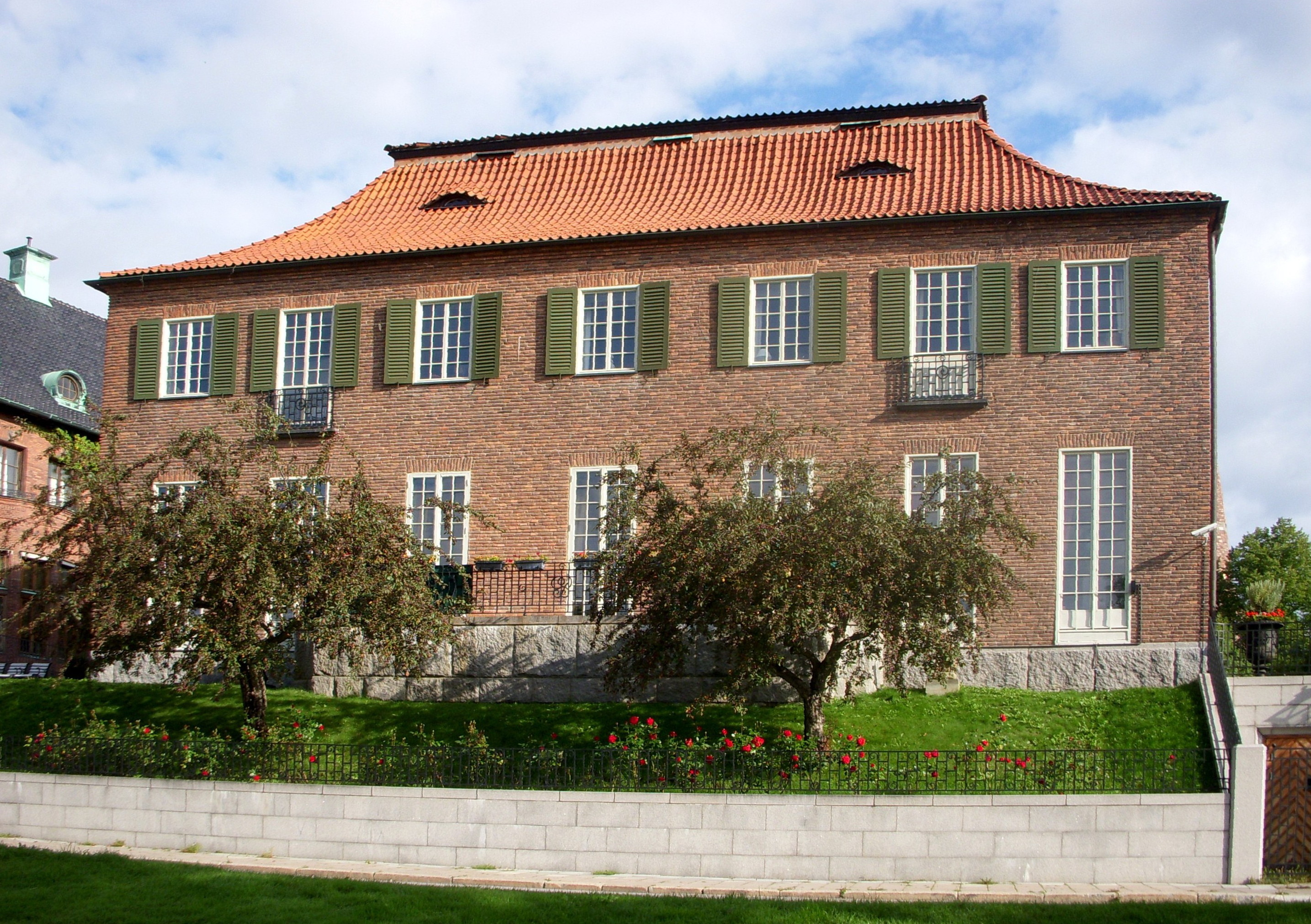
Villa Geber i Stockholm, med spröjsade fönster.

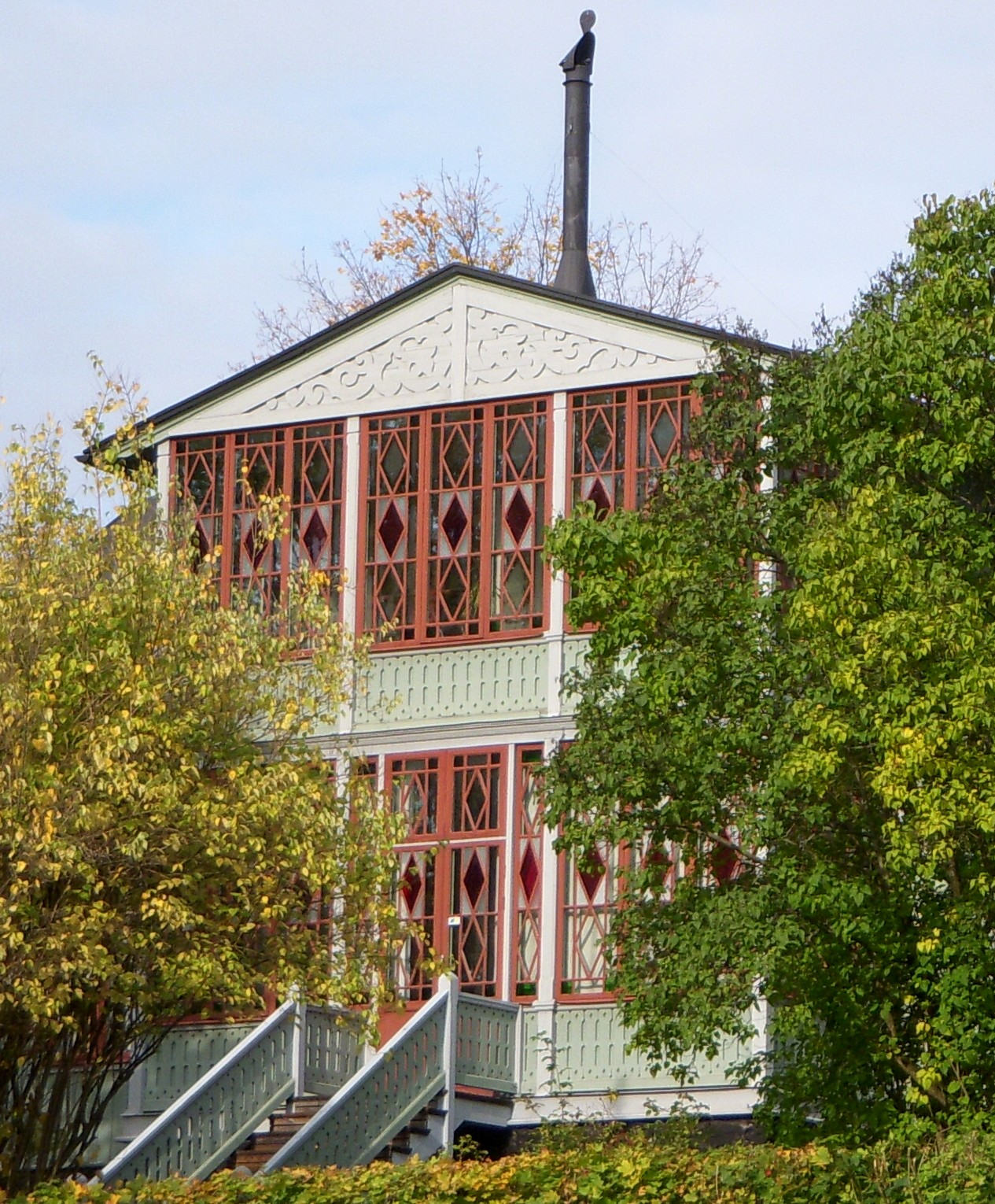
Törnerska villan i Stockholm. Glasveranda med spröjsade fönster och snickarglädje.

Spröjsverk är ett ramverk som delar upp till exempel fönster eller dörrar. Spröjsverk ingår i ett masverk.
Spröjsarna kan vara tillverkade av olika material men de vanligaste är trä eller aluminium. Även stenspröjsar förekommer. Tidigare var spröjsverk nödvändiga eftersom det inte var möjligt att producera stora glasrutor.
Spröjsverk finns uppbyggda i små enheter i till exempel dörrar eller små glasrutor, men även på stora glasfasader. Spröjsverket håller och skyddar glaset mot vindens påfrestningar.
I tvåglasfönster kan spröjsverk förekomma som dekoration och ligger då mellan glasrutorna. Detta kallas falskt spröjsverk. Falska spröjsverk kan även fästas på utsidan av glaset som dekoration, istället för att konstruera ett fönster med flera små glasrutor.